# Radó
El radó és l'element químic de símbol Rn i nombre atòmic 86. Es tracta d'un gas noble radioactiu, incolor, inodor i insípid. Es troba en una abundància molt baixa a la natura, com a pas intermedi de les cadenes de desintegració per les quals el tori i l'urani es desintegren a poc a poc en plom i altres elements radioactius de curta vida. El radó és el producte de desintegració del radi. El seu isòtop més estable, el 222Rn, té un període de semidesintegració de només 3,8 dies, cosa que en fa un dels elements més rars. Com que el tori i l'urani són dos dels elements radioactius més comuns a la Terra i tenen tres isòtops amb un període de semidesintegració de l'ordre de milers de milions d'anys, el radó perdurarà al planeta fins al futur llunyà malgrat la seva curta vida. La desintegració del radó produeix molts altres núclids de curta vida, que es coneixen com a «descendents del radó» i culminen en isòtops estables del plom.
A diferència dels altres elements intermedis d'aquestes cadenes de desintegració, el radó és un gas en condicions estàndard i, per tant, fàcilment inhalable, cosa que el converteix en un risc per a la salut. Sol ser el principal factor contribuent a la dosi de radiació de fons que reben les persones, tot i que les diferències en la geologia de les diferents regions fan que l'exposició al gas radó no sigui igual a tot arreu. Els minerals uranífers en són una font habitual. La densitat del radó fa que tendeixi a acumular-se en soterranis i espais similars. Així mateix, pot penetrar el mantell freàtic i acabar en deus i aigües termals. El desglaç del permagel com a resultat del canvi climàtic pot provocar l'alliberament de radó que fins ara estava atrapat sota terra, especialment en regions com l'Àrtida, Alaska, el Canadà, Groenlàndia i Rússia. La concentració de radó dins dels edificis és mesurable i es pot reduir mitjançant tècniques com la despressurització sota la llosa.
Els estudis epidemiològics han demostrat una relació clara entre la inhalació de radó a concentracions altes i la incidència de càncer de pulmó.

## Història
El 1899, el físic britànic Ernest Rutherford (1871-1937) i l'estatunidenc Robert B. Owens (1870–1940) detectaren un gas radioactiu alliberat pel tori. Aquell mateix any, Pierre (1859–1906) i Marie Curie (1867–1934) també detectaren un gas radioactiu que emanava del radi. El 1900, el físic alemany Friedrich Ernst Dorn (1848–1916) a la Universitat de Halle, ubicada a la ciutat alemanya de Halle (Saale), assenyalà que s’acumulava un gas dins de les ampolles de radi. Observaven el radó. El que provenia del radi era l’isòtop radó 222 de més vida, que té una vida mitjana de 3,8 dies, i era el mateix isòtop que havien observat els Curies. El radó que Rutherford havia detectat era el radó 220 amb una vida mitjana de 56 segons. El 1904, el químic francès André-Louis Debierne (1874–1949) trobà un tercer gas radioactiu produït per l'actini. Aquests es consideraren inicialment com a elements diferents, malgrat que es tracta de tres isòtops del mateix element, i es coneixien col·loquialment com a emanació del tori, emanació del radi i emanació de l'actini. Els químics britànics William Ramsay (1852–1916) i John Norman Collie (1859–1942) suggeriren un conjunt únic de noms («exradi», «extori» i «exactini»).
El 1910 Ramsay i Robert Whytlaw-Gray (1877–1958) aconseguiren aïllar el radó i mesurar-ne la densitat i el pes. Es descobrí que era el més pesant dels gasos naturals. Per les similituds amb els gasos nobles, suggeriren el nom «nitó», símbol Nt, del llatí nitens, que significa 'brillant' i el sufix de gas noble –ó, per a l'emanació del radi.
El 1923, la Unió Internacional de Química Pura i Aplicada (IUPAC) adoptà els noms de «radó» (Rn), «toró» (Tn) i «actinó» (An) per als tres gasos; noms suggerits pel químic estatunidenc Elliott Q. Adams (1888–1971).
En un article del 1931 que incloïa Marie Curie, E. Rutherford i A.L. Debierne com a coautors, formalitzaren el nom «emanació» (Em) pels tres noms dels isòtops. Malgrat aquest consens de tres primers investigadors de l'element, les taules periòdiques i les llistes d’elements solien triar el nom de radó (l’isòtop més estable) en lloc d’emanació. La nomenclatura de química inorgànica de 1957 de la IUPAC elevà el radó del nom dels isòtops al nom de l'element, un canvi implícit perquè només apareixia el radó a la llista d'elements.
En quan a la seva perillositat, Georgius Agricola (1490–1555), en el seu famós llibre De re Metallica, assenyalà l'existència d'una alta freqüència d'afeccions mortals de pulmó entre els miners de la mina de Schneeberg a les muntanyes entre Saxònia i Bohèmia. Però no fou fins a la dècada de 1940 que un vincle causal establí la relació entre el càncer de pulmó dels miners i exposició al radó. En contextos no miners, l’acumulació de radó en edificis domèstics fou observat per primera vegada el 1971 i atribuït a l'ús de residus d'urani en un abocador local.

## Estat natural

Cadena de desintegració de l'urani 238 on es genera el radó 222, ^{222}Rn

El radó només es troba en traces a l'escorça terrestre. A l'aigua de la mar hom el troba en una concentració mitjana de 10–8 ppt i en l'atmosfera 10–9 ppt, o cosa que és el mateix, 1 part per cada 1021 parts d'aire. La radiació mitjana emesa per aquest radó natural és de 10 Bq/m³.
El radó identificat en l'estudi del radi per Pierre i Marie Curie és el radó 222, l'isòtop del radó de semivida més llarga i anomenat inicialment «radó». Forma part de la cadena de desintegració de l'urani 238 i apareix en desintegrar-se el radi 226 amb emissió d'una partícula α. La reacció de desintegració és:
{\displaystyle {\ce {^{226}_{88}Ra -> ^{222}_{86}Rn + ^{4}_{2}He}}}
L'isòtop identificat per Ernest Rutherford i Robert B. Owens fou el radó 220, anomenat inicialment «toró», i que té un període de semidesintegració o semivida de 51,5 s, per la qual cosa no s'acumula en el medi. És un dels productes de la sèrie del tori, els isòtops que es van generant consecutivament en desintegrar-se el tori 232. Es produeix en desintegrar-se el radi 224 amb emissió d'una partícula α, segons la reacció:
{\displaystyle {\ce {^{224}_{88}Ra -> ^{220}_{86}Rn + ^{4}_{2}He}}}
El radó 219, amb una semivida de només 3,92 s fou l'identificat per André L. Debierne i anomenat «actinó». No s'acumula en el medi. S'obté en la cadena de desintegració de l'actini o de l'urani 235, en desintegrar-se el radi 223 per emissió d'una partícula α. La reacció és:
{\displaystyle {\ce {^{223}_{88}Ra -> ^{219}_{86}Rn + ^{4}_{2}He}}}

## Propietats

### Propietats físiques
El radó és un gas a temperatura ambient la qual densitat és de 9,73 g/L, punt d'ebullició –61,7 °C i punt de fusió –71 °C. A temperatura ambient és incolor, però quan se'l refreda per sota del punt de fusió exhibeix una brillant fosforescència que agafa coloració groga a mesura que la temperatura baixa i roig-taronja a la temperatura de l'aire líquid (per sota els –194,35 °C).

### Propietats químiques
Malgrat que és possible la formació de composts del radó, com ho és del xenó, la radioactivitat que emet i el curt període de semidesintegració de l'isòtop més estable (radó 222 el té de només 3,82 dies), ha fet que s'hagi avançat poc en aquest camp i només se sintetitzà el difluorur de radó el 1962. Sí que s'han estudiat els seus clatrats amb clorur d'hidrogen, bromur d'hidrogen i sulfur d'hidrogen.

Desintegracions del radó 222 fins al plom 206, estable

## Isòtops
Els isòtops naturals són els isòtops {\displaystyle {\ce {^{219}Rn}}}, {\displaystyle {\ce {^{220}Rn}}} i {\displaystyle {\ce {^{222}Rn}}} que es produeixen en desintegrar-se isòtops del radi exclusivament. A més d'aquests s'han identificat, a partir de la desintegració d'isòtops artificials, trenta-set radionúclids més, amb nombres de massa que oscil·len entre el 193 i el 231. Cap d'ells supera el període de semidesintegració del radó 222, que el té de 3,82 dies. Tots els isòtops decauen en productes finals estables d'heli i isòtops de metalls pesants, generalment plom.

## Aplicacions

### Traçador
La presència del radó 222 en tots els entorns naturals, la seva naturalesa de gas noble i la seva semivida de 3,82 dies, el fan especialment adequat com a traçador ambiental natural. Atès que la desintegració radioactiva és l'únic embornal important, el radó és un traçador ideal per estudiar el transport atmosfèric. El radó s’ha utilitzat en estudis d’advecció vertical atmosfèrica, temps de residència i de trànsit de molècules atmosfèriques, i per traçar fluxos de masses d’aire.
El fet que sigui soluble dins d'aigua permet que sigui emprat també com a traçador hidrològic i del medi marí. S'ha emprat per investigar l'intercanvi d'aigua als embassaments, la migració d'aigües subterrànies, la interacció de les aigües subterrànies en entorns marins o d’aigua dolça, descàrrega d’aigües subterrànies submarines o contaminació d’aigües subterrànies.

### Altres aplicacions
S'han realitzat estudis que proposen emprar-lo en la predicció de terratrèmols. El fonament principal és un increment en l'exhalació del radó a causa de l'estrès associat a les etapes preparatòries d’un terratrèmol. El radó també s'ha proposat per a l'estudi de l'activitat volcànica a causa de la seva naturalesa de gas noble i la seva capacitat per ser transportat des de la profunditat (per gasos portadors com el diòxid de carboni) sense sofrir cap alteració química.

## Salut

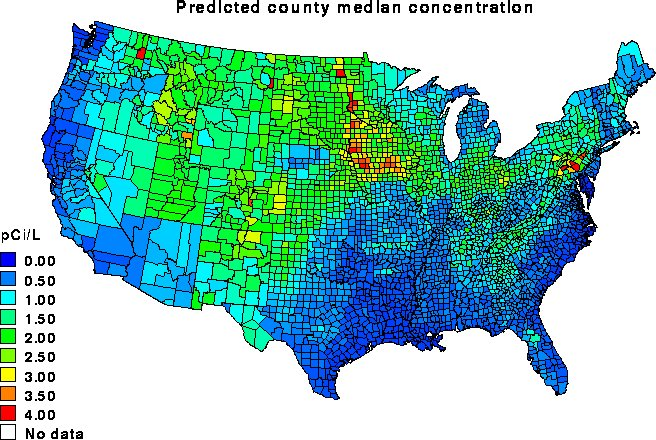
Zones dels Estats Units segons la contaminació per radó

El radó és gasós i, per tant, fàcil d'inhalar, per la qual cosa es considera un perill per a la salut. Acostuma a ser el màxim contribuent a la dosi de radioactivitat natural individual, tot i que a causa de diferències geològiques locals, el nivell del gas radó perjudicial varia segons el lloc. Malgrat la seva curta vida, el gas radó derivat de fonts naturals com minerals amb urani es pot acumular en edificis, especialment en àrees baixes i amb molta densitat com ara soterranis. El radó també pot donar-se en aigües subterrànies, com per exemple fonts i aigües termals.
Els estudis epidemiològics han mostrat una clara relació entre respirar altes concentracions de radó i el càncer de pulmó. Segons l'Environmental Protection Agency dels Estats Units, el radó és la segona causa més freqüent del càncer de pulmó, després del tabac, causant 21 000 morts per càncer de pulmó anuals als Estats Units –devers 2 900 de les quals persones que mai no han fumat. El radó és, a més, la principal causa de càncer de pulmó entre els no fumadors, també segons estudis de l'EPA. Com que el radó es desintegra, genera productes de desintegració, que són altres elements radioactius; a diferència del radó gasós, aquests productes són sòlids i es poden adherir a superfícies, com ara partícules de pols en suspensió. Si aquesta pols es respira, les partícules en qüestió també poden causar càncer de pulmó.

### Radó i els edificis

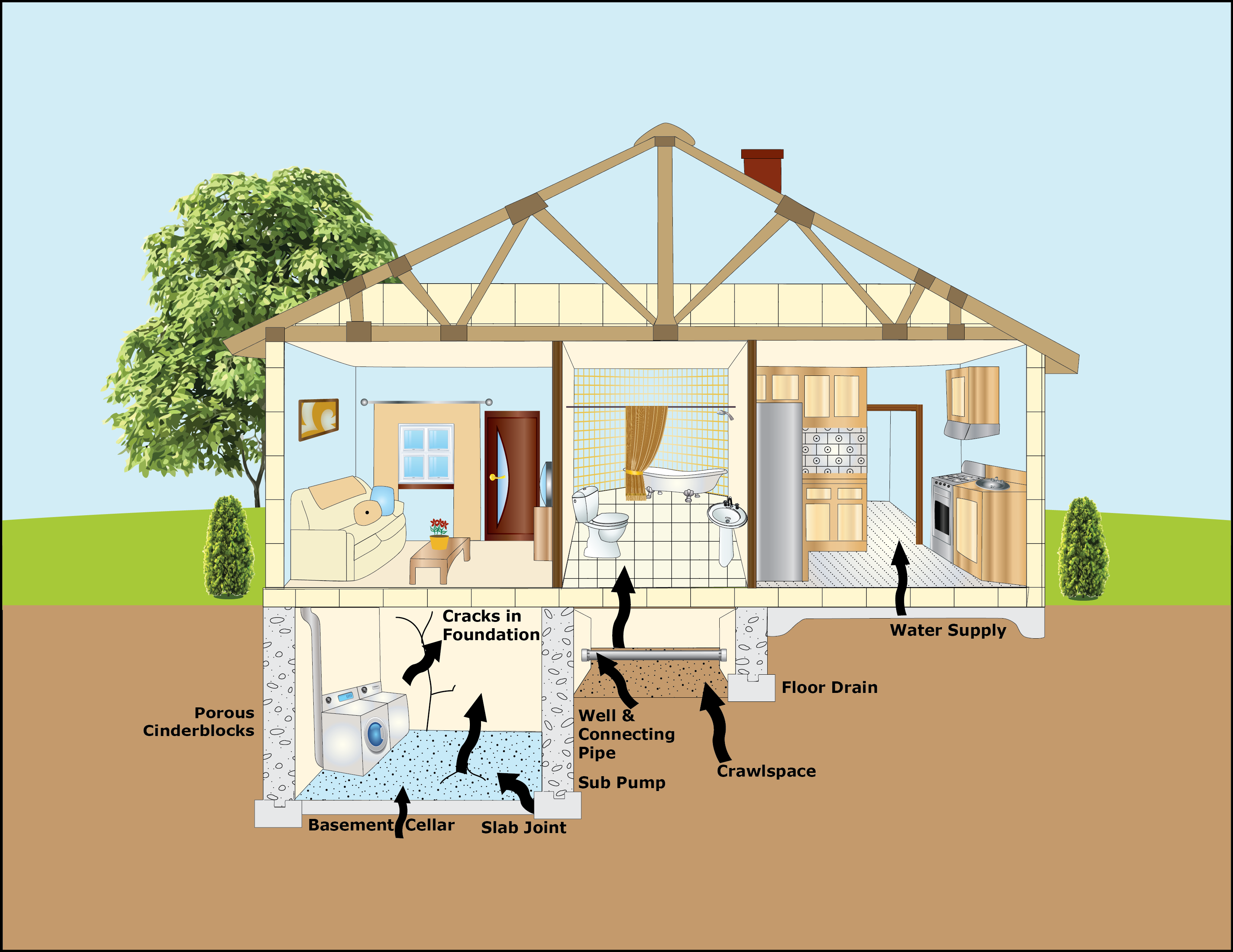
Entrada del radó dins dels edificis des del sol

Tots els edificis contenen radó en concentracions habitualment baixes. No obstant això, hi ha zones geogràfiques en què, per la seva geologia, és més probable trobar edificis amb nivells elevats. Hi ha un mapa, elaborat pel Consell de Seguretat Nuclear (CSN) d'Espanya, que categoritza les zones del territori en funció dels seus nivells de radó. Tanmateix l'única manera de saber si un habitatge té radó és fent el mesurament.
El radó es filtra als edificis a través d'esquerdes en el subsol, en la unió de la solera o paviment en contacte amb el sòl i els murs perimetrals, en espais al voltant de les canonades o cables, petits porus que presenten els paraments dels murs construïts amb blocs de formigó buits, càmeres ventilades en murs de tancament, col·lectors, baixants, desguassos, etc. En general, a causa de tenir una densitat superior a la de l'aire, el radó sol es concentra en les dependències ubicades en soterranis i en les que estan en contacte directe amb el terreny.
Hi ha diversos mètodes i aparells per mesurar la concentració de radó, que s'expressa en becquerels per metre cúbic. Uns són instantanis i utilitzen cèl·lules de centelleig per recollir mostres d'aire que s'analitzen posteriorment al laboratori. Altres utilitzen la propietat del carbó actiu per absorbir gasos i captar el radó existent en l'aire de les dependències. Finalment hi ha detectors en què queden impressionades les traces degudes a la radiació alfa emesa pel radó i els seus descendents després d'un temps llarg d'exposició. La utilització d'uns o altres depèn, bàsicament, dels objectius que es pretenguin assolir amb la mesura. En tot cas cal tenir present que en efectuar mesuraments a curt termini s'han de tenir en compte les variacions diàries i estacionals que té el radó així com els períodes en què els edificis estan menys ventilats (perquè les finestres no s'obren), ja que això comporta concentracions més elevades de radó.
Per aconseguir una reducció del risc d'exposició al radó en els edificis ens apareixen unes noves mesures que caldrà implementar en els edificis d'obra nova i unes mesures de mitigació en els edificis existents que seran d'ampli abast.